# 吴咏诗
吴咏诗（1927年12月—2016年4月23日），男，安徽安庆人，中国电子学家、高等教育家，曾任天津大学校长，天津市科学技术协会主席、名誉主席，第七、八届全国人大代表。